# Freeman-Gletscher
Der Freeman-Gletscher ist ein Gletscher an der Clarie-Küste des ostantarktischen Wilkeslands. Er mündet östlich des Freeman Point in die Westseite der Perry Bay.
Luftaufnahmen der US-amerikanischen Operation Highjump (1946–1947) dienten seiner Kartierung. Das Advisory Committee on Antarctic Names benannte den Gletscher 1955 nach J. D. Freeman, Segelmacher auf der Sloop Peacock bei der United States Exploring Expedition (1838–1842) unter der Leitung des US-amerikanischen Polarforschers Charles Wilkes.